# Jonathan Nicoll Havens
Jonathan Nicoll Havens (ur. 18 czerwca 1757 w Shelter Island, zm. 25 października 1799 tamże) – amerykański polityk, członek Partii Demokratyczno-Republikańskiej.

## Działalność polityczna
Od 1786 do 1795 zasiadał w New York State Assembly. W okresie od 4 marca 1795 do śmierci 25 października 1799 przez trzy kadencje był przedstawicielem 1. okręgu wyborczego w stanie Nowy Jork w Izbie Reprezentantów Stanów Zjednoczonych.